# Mattias Håkansson
Mattias Håkansson, né le 20 février 1993, est un footballeur suédois. Il évolue au poste de milieu gauche avec le club de le Trelleborgs FF.

## Biographie
Le 6 août 2012, Håkansson débute en Allsvenskan pour le Mjällby AIF lors d'une victoire contre l'Örebro SK.
Début 2016, il rejoint le Trelleborgs FF. Håkansson débute avec ce club, le 4 avril 2016 face à l'IFK Värnamo.